# Karol Józef Sapieha
Pour les articles homonymes, voir Sapieha.
Karol Józef Sapieha (né vers 1718 – mort le 20 mars 1768 à Wisznice), membre de la noble famille Sapieha, voïvode de Brześć

## Biographie
Karol Józef Sapieha est le fils de Władysław Jozafat Sapieha (pl)

## Mariage et descendance
Il épouse Urszula Daniłłowicz

## Sources
- Notices d'autorité :   - VIAF
  - NUKAT

- (pl) Cet article est partiellement ou en totalité issu de l’article de Wikipédia en polonais intitulé « Karol Józef Sapieha » (voir la liste des auteurs).